# Violeta G. Ivanova
Violeta G. Ivanova, är en bulgarisk astronom.
Minor Planet Center listar henne under namnet V. G. Ivanova och som upptäckare av 14 asteroider.
Asteroiden 4365 Ivanova är uppkallad efter henne.

## Asteroider upptäckta av Violeta G. Ivanova
| 3860 Plovdiv [A]                                     | 8 augusti 1986    |
| 4102 Gergana                                         | 15 oktober 1988   |
| 4893 Seitter [A]                                     | 9 augusti 1986    |
| 5950 Leukippos [A]                                   | 9 augusti 1986    |
| 7079 Baghdad [A]                                     | 5 september 1986  |
| 9732 Juchnovski [B]                                  | 24 september 1984 |
| 9936 Al-Biruni [A]                                   | 8 augusti 1986    |
| 11852 Shoumen [B]                                    | 10 september 1988 |
| 11856 Nicolabonev [B]                                | 11 september 1988 |
| 12246 Pliska                                         | 11 september 1988 |
| 13498 Al Chwarizmi [A]                               | 6 augusti 1986    |
| 13930 Tashko                                         | 12 september 1988 |
| 14342 Iglika [B]                                     | 23 september 1984 |
| 22283 Pytheas [A]                                    | 6 augusti 1986    |
| Upptäckt tillsammans med: A E. W. Elst B V. Shkodrov |                   |